# Mont Okishimappu
Le mont Okishimappu (オキシマップ山, Okishimappu-yama) est une montagne culminant à 895 m d'altitude dans les monts Hidaka en Hokkaidō au Japon.